# Koninklijk Hongaars Leger
Het Koninklijk Hongaars Leger (Hongaars: Magyar Királyi Honvédség) was het landleger van het koninkrijk Hongarije van 1922 tot 1945. De naam is in het Hongaars dezelfde als die van de Koninklijk Hongaarse Landweer, het Hongaarse leger tijdens de Oostenrijks-Hongaarse periode. Hoewel het Verdrag van Trianon oplegde dat het Hongaarse leger uit niet meer dan 35.000 man mocht bestaan, werd het leger langzaam maar zeker uitgebouwd in de loop van de jaren 1930 en vocht het aan de kant van de asmogendheden tijdens de Tweede Wereldoorlog.

## Geschiedenis

### Voorgeschiedenis

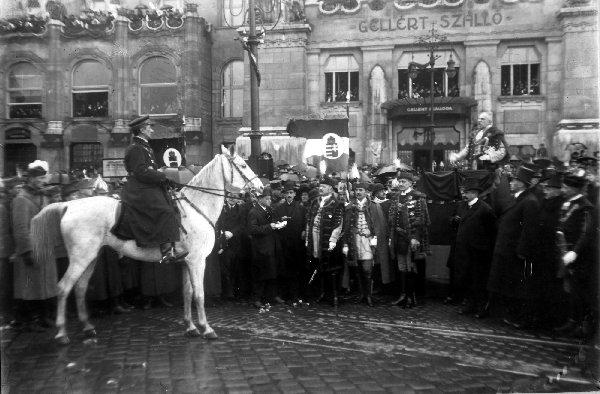
Miklós Horthy trekt in november 1919 Boedapest binnen met zijn Nationaal Leger

Het Koninklijk Hongaars Leger was ontstaan uit het Hongaars Nationaal Leger, dat in 1919 was opgericht als de militaire tak van de contrarevolutionaire tegenregering van Szeged. Het Verdrag van Trianon, dat in 1920 werd ondertekend, bepaalde echter dat de Hongaarse krijgsmacht niet meer mocht zijn dan een vrijwilligersleger van hoogstens 35.000 man. Zware wapens zoals zware artillerie, tanks, vliegtuigen en luchtafweergeschut werden bovendien verboden. Een reorganisatie drong zich dus op. In deze context werd het Nationaal Leger, dat al sinds 1920 de naam Koninklijk Hongaars Nationaal Leger droeg, in januari 1922 omgevormd tot het Koninklijk Hongaars Leger.

### Beginjaren
In mei 1922 kreeg de reorganisatie van het leger ook concreet vorm. Het Koninklijk Hongaars Leger werd opgedeeld in zeven militaire districten, die elk werden verdedigd door een gemengde brigade. Daarbij kwamen nog twee cavaleriebrigades en drie geniebataljons. 
Militaire dienst duurde drie jaar. Jongeren kregen een pre-militaire vorming onder het toezicht van legerofficieren in de paramilitaire jongerenorganisatie "Levente", die in 1921 was opgericht. Jongeren die een loopbaan als officier beoogden, konden zich vanaf de leeftijd van 10 jaar inschrijven bij een militaire middelbare school. Potentiële officieren werden opgeleid aan de militaire Ludovika-academie in Boedapest (infanterie en cavalerie) of aan het János Bolyai-college (artillerie, genie en inlichtingendienst).

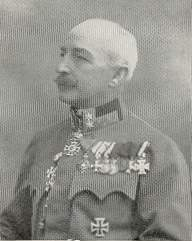
Pál Nagy, de eerste bevelhebber van het Koninklijk Hongaars Leger

Op 31 maart 1927 stopte de controlecommissie van de geallieerden, die in de gaten moest houden of Hongarije zich wel aan de voorwaarden hield die waren opgelegd door het Verdrag van Trianon. In hetzelfde jaar tekende de regering van István Bethlen een vriendschapsverdrag met fascistisch Italië, in eerste instantie als tegengewicht voor de Kleine Entente die Hongarije omringde. In de jaren hierop werd het leger significant bewapend en gemoderniseerd, en in het bijzonder vanaf 1929 onder defensieminister Gyula Gömbös clandestien uitgebreid.
De heroprichting van een luchtmacht was al in 1920 gepland door het ministerie van Vervoer. Uiteindelijk werd de Koninklijk Hongaarse Luchtmacht opgericht in december 1928, maar het bestaan hiervan werd tot in 1938 geheimgehouden.

### Uitbreiding vanaf 1938
In maart 1938 kondigde premier Kálmán Darányi het zogenaamde Győr-programma aan, dat een investering inhield van 1 miljard pengő over een periode van 5 jaar, om het leger uit te breiden. In oktober dat jaar begon vervolgens een nieuwe reorganisatie van het leger.
Na de Eerste Scheidsrechterlijke Uitspraak van Wenen in november 1938 bezette het Koninklijk Hongaarse Leger de betwiste gebieden in Slovakije en Karpato-Oekraïne. In het bezette gebied werd een achtste legerkorps opgericht. Na de splitsing van Tsjecho-Slowakije in maart 1939, werd heel Karpato-Oekraïne bezet en na de Slovaaks-Hongaarse Oorlog werd ook een deel van Oost-Slovakije bezet.
In 1938 werd ook de dienstplicht opnieuw ingevoerd en in 1940 werd het opperste bevel van het Koninklijk Hongaars Leger overgedragen aan het hoofd van de legerleiding, daar waar dit vroeger verantwoordelijkheid van de minister van Defensie was. Bovendien werd de legerleiding rechtstreeks onder het gezag van de regent (Reichsverweser) geplaatst, in de praktijk dus Miklós Horthy.
Noord-Zevenburgen, dat aan Hongarije was beloofd, werd bezet in september 1940 na de Tweede Scheidsrechterlijke Uitspraak van Wenen. Hier werd een negende legerkorps opgericht. In november dat jaar sloot Hongarije zich aan bij het Driemogendhedenpact.

### Tweede Wereldoorlog

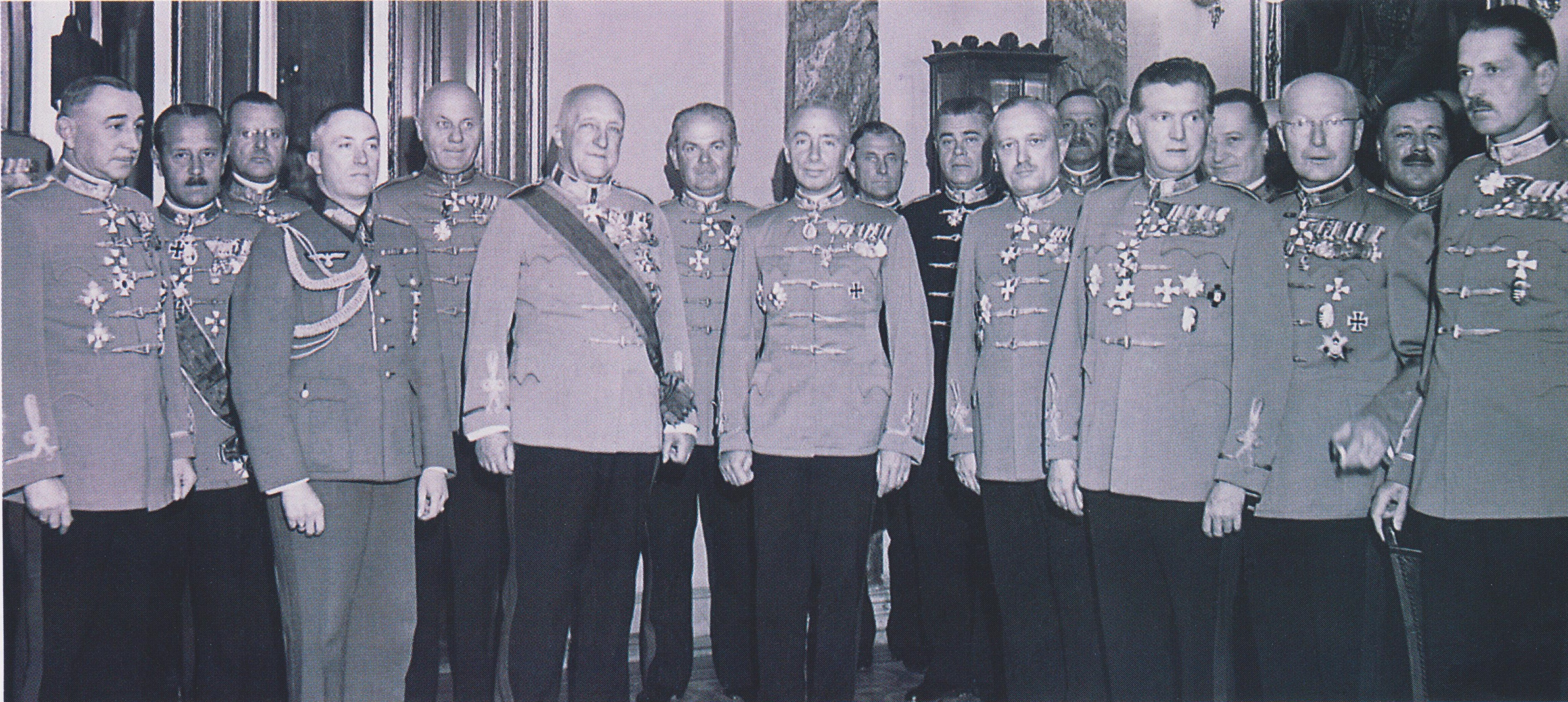
De Generale Staf van het Koninklijk Hongaars Leger in 1944

Tijdens de Tweede Wereldoorlog vocht het Koninklijk Hongaars Leger aan de zijde van de asmogendheden. In juni 1941 verklaarde Hongarije de oorlog aan de Sovjet-Unie en viel het land vervolgens binnen. In januari 1943 werd het Hongaarse Tweede Leger (een onderdeel van het Koninklijk Hongaars Leger) onder leiding van Gusztáv Jány verslagen bij een offensief op het Voronezj-front. De rest van het leger werd van het front teruggetrokken en overgeplaatst als bezettingsmacht in Oekraïne en Zuid-Wit-Rusland.
In de zomer van 1943 werd een verregaande reorganisatie doorgevoerd, het zogenaamde Szabolc I-plan. De tot dan toe lichte divisies werden grotendeels ontbonden en vervangen door volwaardige infanterie- en reservedivisies. Nadat de regering onder leiding van Miklós Kállay die zomer gesprekken had aangeknoopt met de geallieerden over een onderling vredesverdrag, verslechterden de relaties met Duitsland aanzienlijk. Om Hongarije ervan te weerhouden de asmogendheden de rug toe te keren, bezette de Duitse Wehrmacht in maart 1944 grote delen van Hongarije. Het grotendeels gedemobiliseerde Hongaarse leger bood weinig weerstand. De nieuwe regering onder Döme Sztójay verklaarde zich vervolgens bereid de Duitsers te ondersteunen met nieuwe troepen.
In oktober 1944 werd Horthy na het eenzijdig afkondigen van een wapenstilstand met de Sovjet-Unie door de SS afgezet. Vervolgens namen de Pijlkruisers onder leiding van Ferenc Szálasi de regering en de controle over het leger over. Als reactie hiertegen liep Béla Miklós, de opperbevelhebber van het Hongaarse Eerste Leger, over naar de kant van de Sovjets, die hem aanduidden als hoofd van een tegenregering die in Debrecen zetelde. In december dat jaar werd het Tweede Leger na zware verliezen ontbonden. Tegen mei 1945 waren ook het Eerste en het Derde Leger gecapituleerd. 
Na de oorlog werden vele Hongaarse officiers veroordeeld en geëxecuteerd wegens oorlogsmisdaden.
Het Koninklijk Hongaars Leger kreeg pas in juni 1951 een opvolger. Dit was het Hongaars Volksleger, het leger van de Volksrepubliek Hongarije.

## Commandanten[1]
| Nr. | Afbeelding | Commandanten                                                                 | Aangetreden      | Einde termijn    | Duur termijn                   | Opmerking  |
| --- | ---------- | ---------------------------------------------------------------------------- | ---------------- | ---------------- | ------------------------------ | ---------- |
| 1   |            | Generaal der Infanterie (Gyalogsági tábornok) Pál Nagy (1868-1927)           | 4 januari 1922   | 18 november 1925 | 3 jaar, 10 maanden en 15 dagen |            |
| 2   |            | Generaal der Infanterie (Gyalogsági tábornok) Kocsárd Janky (1868-1954)      | 18 november 1925 | 26 mei 1930      | 4 jaar, 6 maanden en 9 dagen   |            |
| 3   |            | Generaal der Infanterie (Gyalogsági tábornok) Ottokár Ferjentsik (1875-1951) | 26 mei 1930      | juli 1930        | 1 maand en 6 dagen             | Waarnemend |
| 4   |            | Generaal der Artillerie (Tüzérségi tábornok) Kamilló Kárpáthy (1876-1952)    | juli 1930        | 16 januari 1935  | 4 jaar, 6 maanden en 16 dagen  |            |
| 5   |            | Generaal der Infanterie (Gyalogsági tábornok) István Shvoy (1876-????)       | 16 januari 1935  | 5 september 1936 | 1 jaar, 7 maanden en 21 dagen  |            |
| 6   |            | Kolonel-generaal (Vezérezredes) Hugó Sónyi (1883-1958)                       | 5 september 1936 | 3 maart 1940     | 3 jaar, 5 maanden en 28 dagen  |            |
| 7   |            | Kolonel-generaal (Vezérezredes) Henrik Werth (1881-1952)                     | 3 maart 1940     | 4 september 1941 | 1 jaar, 6 maanden en 2 dagen   |            |
| 8   |            | Kolonel-generaal (Vezérezredes) Ferenc Szombathelyi (1887-1946)              | 4 september 1941 | 19 april 1941    | 4 maand en 17 dagen            |            |
| 9   |            | Kolonel-generaal (Vezérezredes) Lajos Csatay (1886-1944)                     | 19 april 1941    | 10 mei 1944      | 3 jaar en 22 dagen             | Waarnemend |
| 10  |            | Kolonel-generaal (Vezérezredes) János Vörös (1891-1968)                      | 10 mei 1944      | 16 oktober 1944  | 5 maanden en 7 dagen           |            |
| 11  |            | Kolonel-generaal (Vezérezredes) Károly Beregfy (1888-1946)                   | 16 oktober 1944  | 1 mei 1945       | 6 maanden en 16 dagen          |            |